# Алкетас Панагулијас
Алкетас Панагулијас (грч. Αλκέτας Παναγούλιας; 30. мај 1934, Солун — 18. јун 2012, Вирџинија) био је грчки фудбалер и фудбалски тренер. Најпознатији је као селектор фудбалске репрезентације Грчке.
Радио је у Сједињеним Државама, вратио се у Атину 1972. године како би постао помоћник у репрезентацији тадашњем северно-ирском тренеру Билију Бингаму, којег је заменио на клупи наредне године. Осам година је остао на положају и водио је Грчку први пут на Европско првенство 1980. у Италији. Наставио је каријеру у Олимпијакосу, са којим је освојио првенство Грчке 1982, 1983. и 1987. године. Од 1992. је по трећи пут постао селектор и одлично је водио селекцију у квалификацијама за Светско првенство 1994. године. Али на турниру је екипа имала лош резултат и након тога подноси оставку. Водио је селекцију на 74 утакмице и имао 23 победе.